# Liste der Biografien/Beckm
Liste der Biografien |
Portal Biografien |
Personensuche
# |
A |
B |
C |
D |
E |
F |
G |
H |
I |
J |
K |
L |
M |
N |
O |
P |
Q |
R |
S |
T |
U |
V |
W |
X |
Y |
Z |
?
 
Ba |
Be |
Bd |
Bg |
Bh |
Bi |
Bj |
Bl |
Bm |
Bn |
Bo |
Br |
Bs |
Bu |
Bw |
By |
Bz
 
Bea–Beb |
Bec |
Bed |
Bee |
Bef |
Beg |
Beh |
Bei |
Bej |
Bek |
Bel |
Bem |
Ben |
Beo |
Bep |
Beq |
Ber |
Bes |
Bet |
Beu |
Bev |
Bew |
Bex |
Bey |
Bez
 
Beca |
Becc |
Bece |
Bech |
Beci |
Beck |
Becl |
Becm |
Becn |
Beco |
Becq |
Becr |
Becs |
Bect |
Becu |
Becv |
Becz
 
Becka |
Beckb |
Becke |
Beckf |
Beckh |
Becki |
Beckj |
Beckl |
Beckm |
Beckn |
Becko |
Beckr |
Becks |
Becku |
Beckw |
Beckx |
Becky
Die Liste der Biografien führt alle Personen auf, die in der deutschsprachigen Wikipedia einen Artikel haben. Dieses ist eine Teilliste mit 156 Einträgen von Personen, deren Namen mit den Buchstaben „Beckm“ beginnt.

## Beckm

### Beckma
- Beckman, Arnold Orville (1900–2004), US-amerikanischer Chemiker
- Beckman, Ben (* 1987), englischer Badmintonspieler
- Beckman, Bengt (1925–2012), schwedischer Kryptoanalytiker und Schriftsteller
- Beckman, Bror (1866–1929), schwedischer Komponist
- Beckman, Charles (* 1965), US-amerikanischer Tennisspieler
- Beckman, Claire (* 1961), US-amerikanische Schauspielerin
- Beckman, Ford (1952–2014), US-amerikanischer Maler
- Beckman, Francis (1875–1948), US-amerikanischer Geistlicher, Erzbischof von Dubuque
- Beckman, Gunnel (1910–2003), schwedische Jugendbuchautorin
- Beckman, Henry (1921–2008), kanadischer Schauspieler
- Beckman, James Mark (* 1962), US-amerikanischer römisch-katholischer Geistlicher, Bischof von Knoxville
- Beckman, John (1895–1968), US-amerikanischer Basketballspieler
- Beckman, Melwin (* 2000), schwedisch-polnischer Handballspieler
- Beckman, Thea (1923–2004), niederländische Schriftstellerin
- Beckmann Vidal, Juan Francisco (* 1940), mexikanischer Unternehmer und Milliardär
- Beckmann, Adele (1816–1885), italienische Soubrette, Opernsängerin (Sopran) und Tänzerin
- Beckmann, Albert (1833–1922), deutscher Unternehmer und Politiker, MdR
- Beckmann, Alexander (* 1955), deutscher Diplomat
- Beckmann, Astrid (* 1957), deutsche Physikerin, Professorin für Mathematik und Mathematikdidaktik
- Beckmann, August (1852–1914), preußischer Landrat
- Beckmann, Axel (1920–1995), deutscher Physiologe
- Beckmann, Barthold (1549–1622), Hamburger Ratsherr und Bürgermeister
- Beckmann, Bernhard Ludwig (1694–1760), deutscher Pädagoge
- Beckmann, Burchard († 1545), deutscher Politiker und Bürgermeister von Greifswald
- Beckmann, Christian (1569–1606), deutscher Theologe, Hochschullehrer in Helmstedt, Lateinschul-Rektor in Hannover
- Beckmann, Christian (* 1943), deutscher Politiker (CDU), MdL
- Beckmann, Christian (* 1977), deutscher American-Football-Spieler
- Beckmann, Christian (* 1984), deutscher Rechtswissenschaftler und Hochschullehrer
- Beckmann, Christopher (* 1986), US-amerikanischer Skirennläufer
- Beckmann, Conrad (1846–1902), deutscher Maler, Zeichner und Illustrator
- Beckmann, Conrad (1900–1950), deutscher Politiker (SPD), MdL
- Beckmann, Curt (1901–1970), deutscher Bildhauer
- Beckmann, Daniel (* 1980), deutscher Organist
- Beckmann, David (* 2000), deutscher AutomobilrennfahrerDavid Beckmann (* 2000)

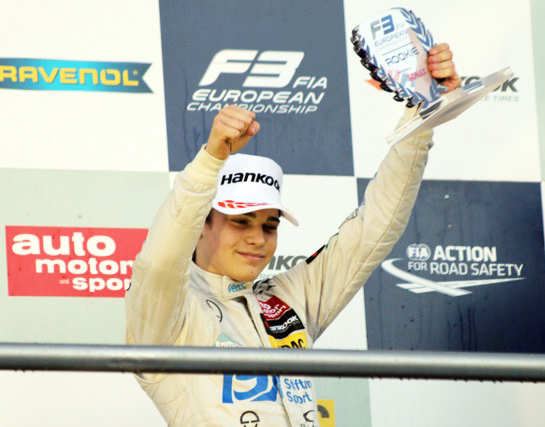
David Beckmann (* 2000)

- Beckmann, Dieter (1937–2012), deutscher medizinischer Psychologe
- Beckmann, Eberhard (1905–1962), deutscher Theaterkritiker und Schriftsteller
- Beckmann, Edith (* 1928), deutsche Schmuckgestalterin und Collagistin
- Beckmann, Emmy (1880–1967), deutsche Pädagogin und Politikerin (DDP, FDP)
- Beckmann, Erich (1874–1945), deutscher Fernmeldetechniker und Hochschullehrer
- Beckmann, Ernst (1853–1923), deutscher Chemiker
- Beckmann, Ernst (1893–1957), deutscher Verwaltungsjurist
- Beckmann, Eunice (* 1992), deutsche Fußballspielerin
- Beckmann, Francisco (1883–1963), niederländischer Ordensgeistlicher, römisch-katholischer Erzbischof von Panama
- Beckmann, Frank (* 1965), deutscher Fernsehprogrammchef (NDR)
- Beckmann, Franz (1895–1966), deutscher Klassischer Philologe
- Beckmann, Friedel (1901–1983), deutsche Opernsängerin (Mezzosopran)
- Beckmann, Friedrich (1801–1874), deutscher Theaterschauspieler und Komiker
- Beckmann, Friedrich (1803–1866), deutscher Komiker
- Beckmann, Fritz (1850–1918), deutscher Kaufmann und Präsident der Handelskammer Solingen
- Beckmann, Fritz (1867–1933), deutscher Schauspieler und Bühnenregisseur
- Beckmann, Fritz (1888–1954), deutscher Unternehmer, Hochschullehrer und Politiker (CDU), MdL
- Beckmann, Georg (1868–1939), deutscher Politiker (SPD, USPD), MdR
- Beckmann, Gerhard (1893–1976), deutscher Richter
- Beckmann, Gerhard (* 1938), deutscher Publizist und Verleger
- Beckmann, Gerhard (1948–2015), deutscher Agrarwissenschaftler und Direktor der Landwirtschaftskammer Westfalen-Lippe
- Beckmann, Gero Theo (* 1962), deutscher Fachtierarzt für Mikrobiologie
- Beckmann, Gudrun (* 1955), deutsche Schwimmerin
- Beckmann, Gustav (1864–1928), deutscher Historiker
- Beckmann, Gustav (1865–1939), deutscher Lehrer und Musikschriftsteller
- Beckmann, Gustav (1883–1948), deutscher Musikwissenschaftler, Dirigent und Komponist
- Beckmann, Hannes (1909–1977), deutsch-tschechisch-amerikanischer Maler
- Beckmann, Hannes (1950–2016), deutscher Jazzgeiger, Bandleader und Komponist
- Beckmann, Hans (1915–1982), deutscher Offizier
- Beckmann, Hans (* 1959), deutscher politischer Beamter (SPD), Staatssekretär in Rheinland-Pfalz
- Beckmann, Hans Fritz (1909–1975), deutscher Liedtexter
- Beckmann, Hans-Joachim (* 1946), deutscher Politiker (SPD), MdL, MdEP
- Beckmann, Harald (* 1956), deutscher Kameramann und Filmemacher
- Beckmann, Heinrich Felix (1925–2018), deutscher Generalmajor der Bundeswehr
- Beckmann, Heinz (1877–1939), deutscher lutherischer Theologe
- Beckmann, Herbert (* 1960), deutscher Schriftsteller
- Beckmann, Hermann (1873–1933), deutscher Ingenieur, Erfinder und Dozent
- Beckmann, Hermann (1930–2017), deutscher Unternehmensgründer und Unternehmensleiter
- Beckmann, Irene E. (* 1942), österreichische Bildhauerin und Malerin
- Beckmann, Jan Peter (* 1937), deutscher Philosoph
- Beckmann, Jana (* 1983), deutsche Sportschützin
- Beckmann, Jens (* 1961), deutscher Flottillenadmiral der Bundeswehr
- Beckmann, Jens (* 1970), deutsch-australischer Chemiker
- Beckmann, Joachim (1901–1987), deutscher evangelischer Theologe, Präses der Evangelischen Kirche im Rheinland
- Beckmann, Jochen (* 1958), deutscher Verlagsmanager
- Beckmann, Johann, Bürgermeister von Kassel
- Beckmann, Johann (1739–1811), deutscher Wissenschaftler in der Zeit der AufklärungJohann Beckmann (1739–1811)

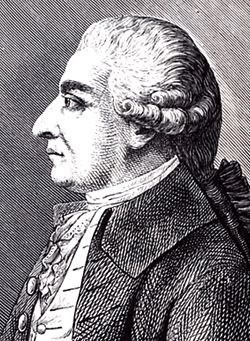
Johann Beckmann (1739–1811)

- Beckmann, Johann (1809–1882), deutscher Landschaftsmaler
- Beckmann, Johann Gottlieb († 1769), deutscher Forstmann
- Beckmann, Johann Philipp (1752–1814), deutscher Jurist, Bücher- und Kunstsammler
- Beckmann, Johanna (1868–1941), deutsche Scherenschnitt-Künstlerin und Schriftstellerin
- Beckmann, Johannes (1901–1971), deutscher Theologe und Kirchenhistoriker
- Beckmann, Johannes Heinrich (1802–1878), deutscher römisch-katholischer Geistlicher und Bischof von Osnabrück
- Beckmann, Jörn (1934–2024), schwedischer Generalmajor
- Beckmann, Josef (1900–1971), deutscher Politiker (CDU), MdL
- Beckmann, Josef Hermann (1902–1971), deutscher Bibliothekar
- Beckmann, Judith (1935–2022), US-amerikanische Opernsängerin (Sopran)
- Beckmann, Jürgen (* 1955), deutscher Psychologe
- Beckmann, Kai (* 1965), deutscher Manager
- Beckmann, Karl (1799–1859), deutscher Landschafts- und Architekturmaler
- Beckmann, Karl (* 1882), deutscher Studienrat und Autor
- Beckmann, Klaus (* 1935), deutscher Gymnasiallehrer, Musikwissenschaftler, Kirchenmusiker und Hochschullehrer
- Beckmann, Klaus (1944–1994), deutscher Politiker (FDP), MdB
- Beckmann, Klaus (* 1965), deutscher Finanzwissenschaftler
- Beckmann, Klaus J. (* 1948), deutscher Stadtplaner und Verkehrswissenschaftler
- Beckmann, Lara (* 1986), deutsche Schauspielerin
- Beckmann, Liesel (1914–1965), deutsche Betriebswirtin
- Beckmann, Lina (* 1981), deutsche Schauspielerin
- Beckmann, Lucas (1571–1624), deutscher Rechtswissenschaftler
- Beckmann, Ludwig (1822–1902), deutscher Maler
- Beckmann, Lukas (* 1950), deutscher Politiker (Grüne)
- Beckmann, Maja (* 1977), deutsche SchauspielerinMaja Beckmann (* 1977)

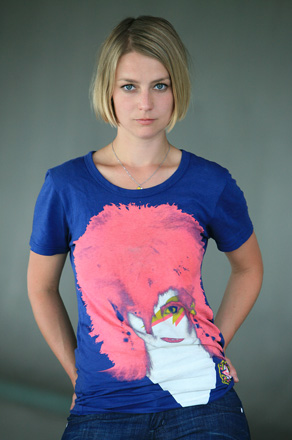
Maja Beckmann (* 1977)

- Beckmann, Manfred (* 1957), deutscher Fechter
- Beckmann, Mani (* 1965), deutscher Schriftsteller
- Beckmann, Marco (* 1978), deutscher Investor und Filmproduzent
- Beckmann, Marius (* 1993), deutscher Organist
- Beckmann, Martin (1885–1944), deutscher Sprinter
- Beckmann, Martin (* 1977), deutscher Langstreckenläufer
- Beckmann, Martin J. (1924–2017), deutscher Wirtschaftswissenschaftler
- Beckmann, Mathilde (1904–1986), deutsche Sängerin
- Beckmann, Matthias (* 1965), deutscher Zeichner und Grafiker
- Beckmann, Matthias (* 1984), deutscher Jazztrompeter
- Beckmann, Matthias Michael (* 1966), deutsch-österreichischer Cellist
- Beckmann, Max (1884–1950), deutscher Maler, Grafiker, Bildhauer, Autor und HochschullehrerMax Beckmann (1884–1950)

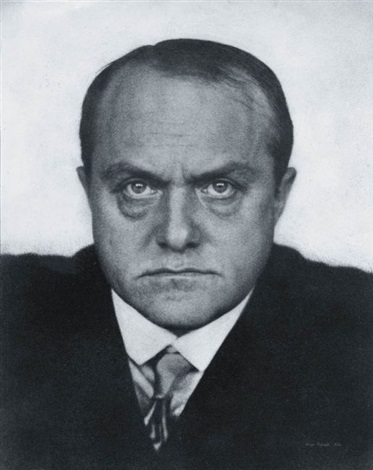
Max Beckmann (1884–1950)

- Beckmann, Michael (* 1961), deutscher Filmkomponist und Musiker
- Beckmann, Mike (* 1967), deutscher Kunstturner
- Beckmann, Mikkel (* 1983), dänischer Fußballspieler
- Beckmann, Nicolaus (1634–1689), deutscher Jurist
- Beckmann, Nicolaus (1743–1786), deutscher Wasserbauingenieur
- Beckmann, Otto († 1540), deutscher Theologe, Pfarrer und Humanist
- Beckmann, Otto (1908–1997), österreichischer Bildhauer und ein Pionier der Medien- und Computerkunst
- Beckmann, Otto (* 1945), deutscher Maler, Zeichner und Graphiker
- Beckmann, Otto (* 1974), österreichischer Schauspieler, Musiker und Autor
- Beckmann, Otto-Georg (1879–1967), deutscher Schiffbauingenieur und Unternehmer
- Beckmann, Paul (1881–1963), deutscher Unternehmer
- Beckmann, Peter (1908–1990), deutscher Kardiologe, Gerontologe und Kunstsachverständiger
- Beckmann, Peter (1931–2023), deutscher Physiker
- Beckmann, Pia (* 1963), deutsche Politikerin (CSU), Oberbürgermeisterin von Würzburg, Unternehmerin
- Beckmann, Rainer (* 1941), deutscher Politiker (CDU), MdL
- Beckmann, Rainer (* 1948), deutscher Politiker (SPD), MdL Mecklenburg-Vorpommern
- Beckmann, Rainer (* 1961), deutscher Jurist und Medizinrechtsexperte
- Beckmann, Ralf (* 1946), deutscher Schwimmer und Schwimmtrainer
- Beckmann, Raphael, deutscher Sportfunktionär
- Beckmann, Reinhold (* 1956), deutscher Fernsehmoderator und FußballkommentatorReinhold Beckmann (* 1956)

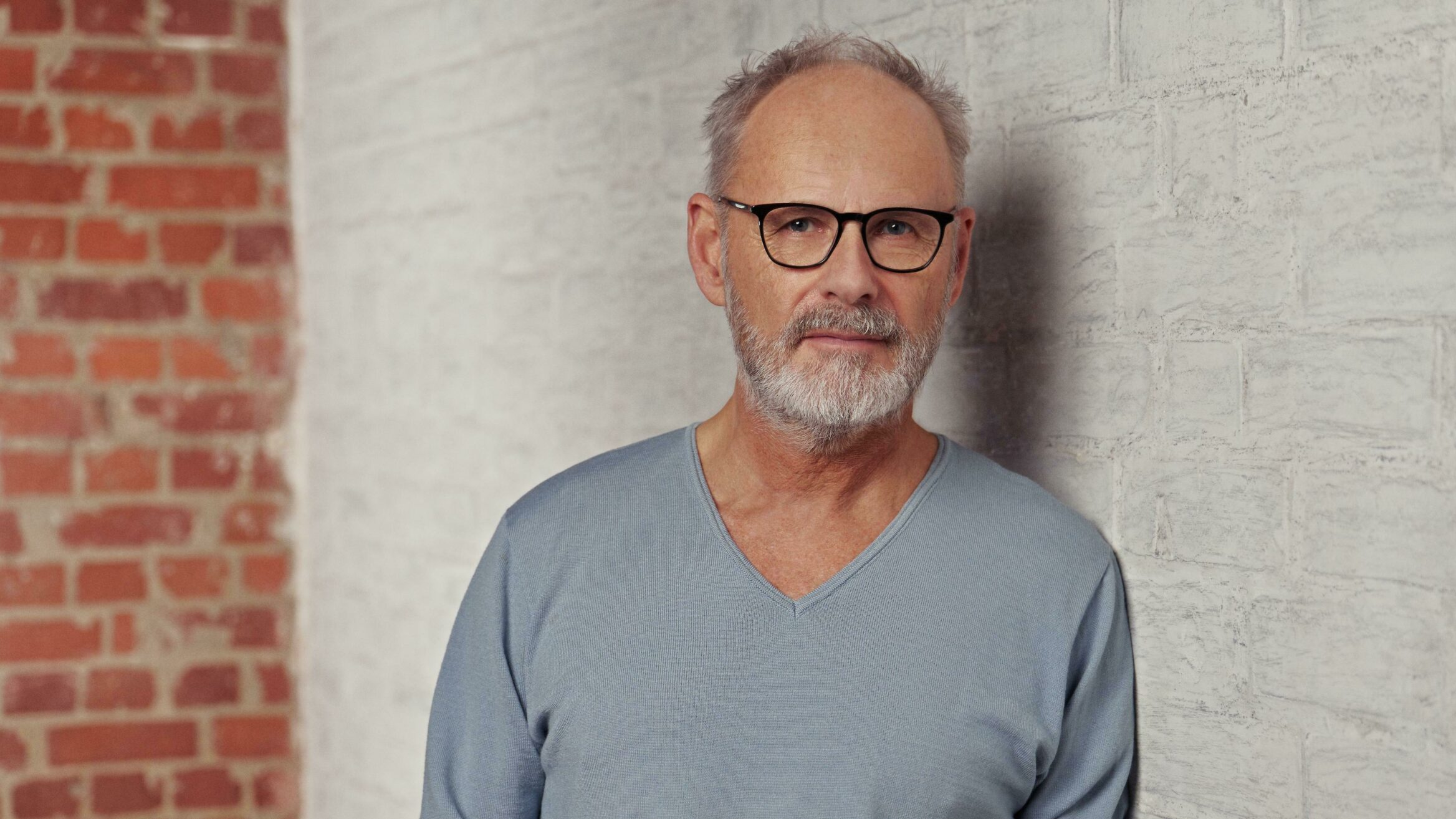
Reinhold Beckmann (* 1956)

- Beckmann, Robert (1919–2002), deutscher Kinderarzt
- Beckmann, Robert (* 1968), deutscher Geiger, Autor, Sänger und Produzent
- Beckmann, Roland Michael (* 1961), deutscher Rechtswissenschaftler
- Beckmann, Rudolf (1903–1992), deutscher Unternehmer und Politiker (CDU)
- Beckmann, Rudolf (1910–1943), deutscher SS-Mann im Vernichtungslager Sobibor
- Beckmann, Ruth (* 1925), deutsche Politikerin (CDU), MdL
- Beckmann, Sina (* 1981), deutsche Politikerin (Bündnis 90/Die Grünen)
- Beckmann, Thomas (1957–2022), deutscher CellistThomas Beckmann (1957–2022)

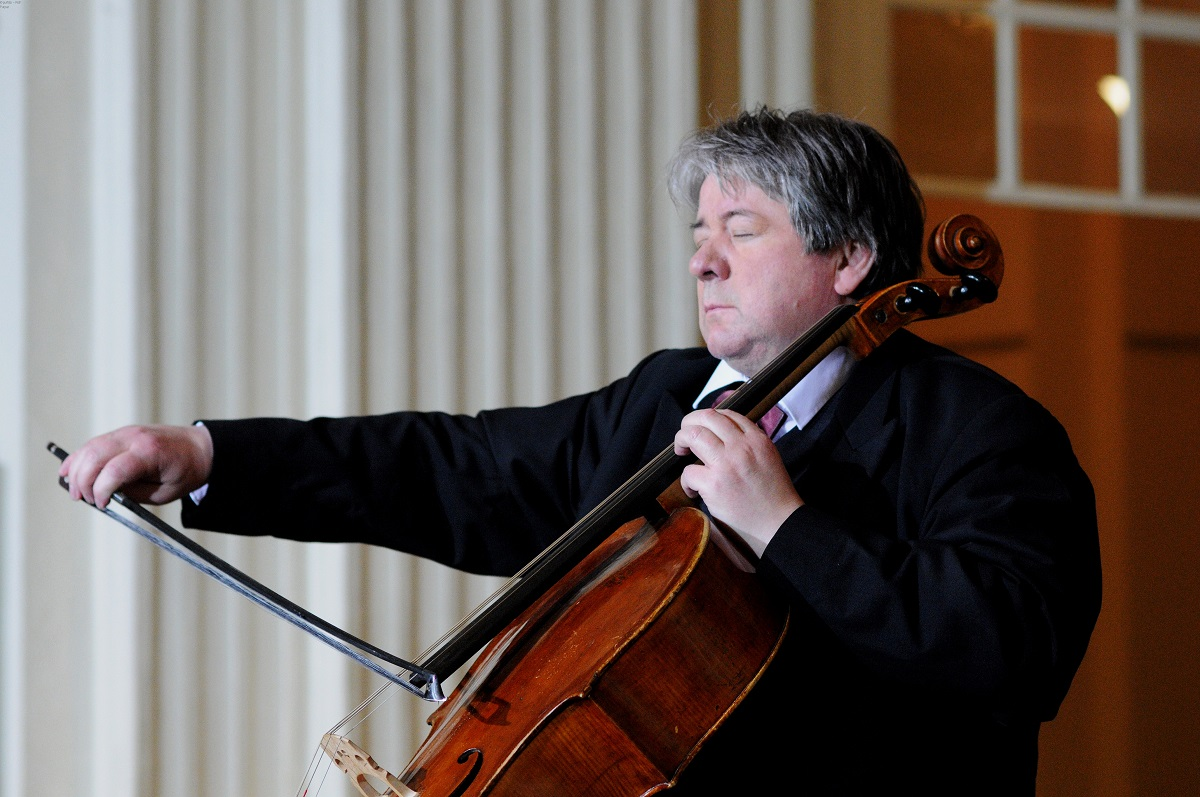
Thomas Beckmann (1957–2022)

- Beckmann, Thomas (* 1961), deutscher Politiker (FDP)
- Beckmann, Udo (* 1952), deutscher Gewerkschafter
- Beckmann, Uwe (1941–2019), deutscher Maler und Grafiker
- Beckmann, Volker (* 1964), deutscher Ökonom und Hochschullehrer
- Beckmann, Wilhelm (1852–1942), deutscher Maler
- Beckmann, Wilhelm (1865–1924), deutscher Gutsbesitzer, Kommunalpolitiker und Ehrenbürger von Kray
- Beckmann-Schtscherbina, Jelena Alexandrowna (1882–1951), russische Pianistin
- Beckmann-Tube, Minna (1881–1964), Malerin und Opernsängerin

### Beckme
- Beckmeyer, Bede (1873–1935), sri-lankischer Ordensgeistlicher und römisch-katholischer Bischof von Kandy
- Beckmeyer, Uwe (* 1949), deutscher Politiker (SPD), MdBB, MdB